# Гражданский кодекс Украины
Гражданский кодекс Украины (укр. Цивільний кодекс України) — единый нормативно-правовой акт; Закон Украины, являющийся основным актом регулирования частноправовых отношений на Украине.
До принятия Гражданского кодекса Украины на территории страны действовал Гражданский кодекс Украинской ССР от 18 июля 1963 г. (в части, в которой он не противоречил законодательству Украины, принятому после провозглашения независимости Украины, то есть после 24 августа 1991 г.).

## История принятия
Объективная необходимость принятия нового гражданского кодекса возникла сразу же после провозглашения независимости, и переориентации развития экономики на рыночный путь. Одновременно, вследствие сложной экономической ситуации утратили своё значение многие положения ГК УССР, которые содержали положения с выражением сумм в рублях. Для обеспечения развития новых экономических отношений были приняты ряд законов, в частности «О собственности», «О предпринимательстве», «О хозяйственных обществах».
Разработка кодекса велась более 12 лет, однако до момента принятия окончательной редакции среди юридической общественности Украины так и не было достигнуто единого мнения об отдельных положениях кодекса. В частности, не существовало единого мнения в вопросе существования коллективной собственности, самостоятельности семейного права и международного частного права. В результате этого из Гражданского кодекса была изъята книга «Семейное право», которая легла в основу Семейного кодекса Украины. Также позже был принят отдельный Закон Украины «О международном частном праве».
После принятия кодекс не был подписан Президентом Украины (применено право вето, акт был возвращен в парламент с рядом предложений), однако Верховная Рада Украины своим решением преодолела вето Президента. Основные замечания Президента, которые не утратили свою актуальность и сегодня, сводились к противоречиям между Гражданским кодексом и принятым в один день с ним Хозяйственным кодексом Украины. Кодексы использовали различную технику построения правовых конструкций и различную терминологию, но при этом ряд общественных отношений регулировался одновременно двумя кодексами.

## Структура
Кодекс состоит из шести книг:
- Книга первая «Общие положения»;
- Книга вторая «Личные неимущественные права физического лица»;
- Книга третья «Право собственности и другие вещественные права»;
- Книга четвёртая «Право интеллектуальной собственности»;
- Книга пятая «Обязательственное право»;
- Книга шестая «Наследственное право».

Книги делятся на разделы, подразделы, главы, параграфы.
Всего в кодексе на момент принятия было 1308 статей. Статьи Кодекса делятся на части, которые в свою очередь могут подразделяться на абзацы.